# Aastrup (Soderup Sogn)
 For alternative betydninger, se Åstrup. (Se også artikler, som begynder med Åstrup)
Aastrup i Soderup Sogn (med store dele i Kirke Saaby Sogn), er en herregård mellem Tølløse og Kirke Hvalsø, der drives af Det Grevelige Dannemandske Stift under navnet Aastrup Kloster. Det er beliggende i Elverdamsdalen og har tidligere ejet den nu fredede Tadre Mølle.

## Historie
Aastrup omtales først i midten af det 16. århundrede som Erik Krabbes ejendom. Frem til 1664 tilhørte godset forskellige adelsfamilier, men her overgik det til ikke-adelige personer.
I 1842 blev det købt af Frederik 6.'s søn Frederik Vilhelm Dannemand. Han udbyggede Aastrup kraftigt og besluttede, at herregården skulle overgå til en stiftelse, da han ikke havde nogen børn. Derfor oprettede han i 1857 "Det Grevelige Dannemandske Stift Aastrup", der skulle fungere som jomfrukloster – dvs. som bolig for ugifte kvinder af Dannemands slægt. Således blev herregården i 1886 ved Dannemands død jomfrukloster, og var det frem til en ændring af stiftelsens fundats i 1988.
Bygningerne er i dag fredede.
Aastrup Gods er på 688 hektar med Nyrupgård

## Ejere af Aastrup
- (1550-1610) Erik Krabbe
- (1610-1641) Enevold Kruse
- (1641-1664) Jørgen Seefeld
- (1664) M. Friis
- (1664-1685) Peder Lauridsen Scavenius
- (1685-1714) Niels Benzon
- (1714-1731) Gregers Juel
- (1731-1736) Peder Juel
- (1736-1743) Just Valentin Eichel
- (1743-1744) Elisabeth Hedevig Eichel
- (1744-1765) Caspar Christopher Bartholin
- (1765-1799) Johan Bartholin-Eichel (1748-1799)
- (1799-1803) Johan Bartholin-Eichel (1780-1819)
- (1803-1810) Christian von Schmidten
- (1810-1812) Hans Peter Kofoed
- (1812-1838) Marie Kofoed
- (1838-1842) Siegfred Raben
- (1842-1886) Frederik Wilhelm Dannemand
- (1884-1890) Frederik Brockdorff (købet siden erklæret ugyldigt)
- (1890-    ) Det Grevelige Dannemandske Stift (Aastrup Kloster)

|  | Denne artikel om en bygning eller et bygningsværk kan blive bedre, hvis der indsættes et (bedre) billede. Du kan hjælpe ved at afsøge Wikimedia Commons for et passende billede eller lægge et op på Wikimedia Commons med en af de tilladte licenser og indsætte det i artiklen. |